# Down by the Greenwood Side (opera)
Down by the Greenwood Side är en opera i en akt med musik av Harrison Birtwistle och text av Michael Nyman.

## Historia
Det finns starka likheter mellan Down the Greenwood Side och Birtwistles första opera Punch and Judy; symboliska figurer och traditionell berättande. Två skilda källor ligger till grund för verket: den traditionella engelska Mummers play och The Ballad of the Cruel Mother, vars refräng gav titeln till operan. Musiken skrevs för en kammarensemble på nio musiker. Operan hade premiär den 8 maj 1969 i Brighton.

## Personer
- St George, helgon (talroll)
- Bold Slasher, Svarte Riddaren (talroll)
- Doktor Blood (talroll)
- Jack Finney, the "Green Man" (mimare)
- Father Christmas, Jultomten (talroll)
- Mrs Green (sångerska)

## Handling
Handlingen rör striden mellan St George och Bold Slasher. Två gånger besegras St George och återupplivas första gången av den tvivelaktige doktor Blood och den andra gången av Jack Finney. Det är tack vare den senares vårliga naturkrafter som ondskan kan drivas bort. Dramat övervakas av Father Christmas och alla aktörer bär stora dockteaterliknande kostymer. Operan avbryts då och då av den mystiska mrs Green (the Cruel Mother). Hon sjunger sju olika versioner av balladen som alla berättar hur hon mördade sina två oäkta barn "down by the greenwood side". Några år senare när hon passerar samma plats möter hon två nakna barn. Hon säger att om de hade varit hennes barn skulle hon ha gett dem kläder. De svarar att när de var hennes barn klädde hon dem i deras eget blod. I slutet vävs båda historierna samman då mrs Green börjar dansa med Father Christmas och alla de andra figurerna. Livet har överkommit döden.